# Comité national pour la défense des droits des chômeurs
Le Comité national pour la défense des droits des chômeurs (CNDDC) est un mouvement politique algérien créé en février 2011 par des jeunes chômeurs du sud du pays (Ouargla). Il réclame une meilleure redistribution des richesses au sud du pays et le développement de l'emploi.
Les membres fondateurs sont Aïbek Ag Salhi Abdelmalek, Tahar Belabès, Rachid Aouine. Ainsi que Raouf Mellal,Abdelkader Kherba, Khencha Belkacem avec l'aide de Yacine Zaïd de la Ligue algérienne pour la défense des droits de l'homme. Le comité a été créé sous l'égide du syndicat autonome Snapap.
C'est à partir de la grande manifestation du 14 mars 2013 à Ouargla, rassemblant 5.000 à 10.000 manifestants, que le comité a commencé à être pris au sérieux et le gouvernement a proposé des mesures. Mais les espoirs ont rapidement été déçus car les profondes réformes attendues n'ont pas été appliquées. Par la suite, le comité a connu des problèmes de leadership, les leaders ont été constamment surveillés et intimidés, et les médias les ont accusés d'être des drogués, alcooliques et séparatistes du sud.

## Contexte
Le comité s'est créé à Ouargla, une ville stratégique et importante d'Algérie, proche des sites pétroliers de Hassi Messaoud et gaziers de Hassi R'mel, en pleine période de printemps arabe. La population de la région a rapidement augmenté ces dernières années, et les échanges commerciaux avec la Libye, Tunisie et Mali ont diminué à cause de l'insécurité frontalière. Le contexte socio-économique régional est difficile, plus de 30% des jeunes sont au chômage. Le mouvement a commencé avec plusieurs sit-in pacifiques, et même des suicides et immolations à cause de l'absence de réponse des autorités.
Eric Goldstein, directeur adjoint de la division MENA de l 'ONG Human Right Watch, a déclaré le 23 février 2015 : « Les chômeurs souffrent déjà de l'économie, et maintenant font face à des arrestations et emprisonnements après avoir fait entendre pacifiquement leur mécontentement », « les autorités algériennes se trompent malheureusement, si elles pensent que l'emprisonnement de manifestants pacifiques est la façon de traiter leurs doléances ». 

## Revendications
À la suite de mesures gouvernementales destinées à relancer l'emploi, le comité déclare, le 5 mars 2011, que la reconduction des dispositifs de prêts Ansej et Angem consacre la « politique du vol et la rapine », et témoigne de l’absence de vision économique globale capable de créer l’emploi et la richesse: « Nous ne voulons pas être des patrons et la politique économique du pays ne peut pas reposer essentiellement sur la PME-PMI ou sur la micro-entreprise, qui, elles, ont besoin d’un tissu industriel dense pour s’épanouir », et propose que les «milliards de dinars» dégagés par les pouvoirs publics « soient orientés vers la création de grandes entreprises économiques publiques créatrices d’emplois décents et de richesse ». Le comité considère également que le prolongement décidé des contrats pré-emploi et du filet social est «une manière de prolonger la précarité et la détresse de cette catégorie de travailleurs ».
Le 30 mars 2011, le comité réclame un salaire minimum garanti augmenté à hauteur de {{unité>30000|DA}}, la mise en place d’une échelle mobile des salaires, la retraite après 32 ans de service, accompagnée d’une revalorisation des pensions, l’abrogation de l’article 87 bis de la loi régissant les relations de travail (11/90), tout comme l’association des syndicats à l’élaboration du nouveau code du travail, la nationalisation et renationalisation des entreprises stratégiques, à l’instar des ports, de la téléphonie mobile, d’El Hadjar, de Lafarge, des briqueteries, qui doit aller de pair avec l’interdiction des licenciements économiques.
Le comité publie un communiqué le 09 octobre 2011 avec les revendications suivantes : « Un travail décent pour tous, une allocation chômage à hauteur de 50% du SNMG pou tout demandeur d’emploi, attribuer une assurance sociale pour tous les chômeurs, accès gratuit aux loisirs et au transport, associer les comités chômeurs dans l’élaboration des politiques de l’emploi et le contrôle de la distribution des offres d’emploi, suppression du service militaire pour les jeunes de 25 ans et plus et la baisse de la durée du service militaire à 06 mois ».
Le comité revendique également de la transparence dans la distribution des offres d’emploi, notamment dans les grandes entreprises, comme la Sonatrach.

## Manifestations
Le 22 février 2011, Riad Laamri, membre du CNDDC (et de la LADDH) a été battu par la police et arrêté à la suite d'un rassemblement pacifique. Le 16 mars 2011, Dalida Touat, la représentante du CNDDC de la wilaya de Mostaganem a été arrêtée et poursuivie en justice pour la distribution de tracts appelant à une mobilisation pacifique pour le 20 mars, elle sera acquittée.
Le 8 juin 2011, plusieurs centaines de manifestants ont des échauffourées avec la police à Ouargla.
Le 25 septembre 2011, le comité a manifesté devant la mairie de Ouargla, des centaines de chômeurs ont également manifesté à Hassi-Messaoud.
Le 09 octobre 2011, la coordination a organisé une manifestation à Alger, 32 personnes ont été arrêtées, puis relâchées.
En janvier 2012, une douzaine de chômeurs membres du comité entament une grève de la faim à Skikda. Ils demandent la mise en place d’une commission d’enquête sur la gestion et la distribution des offres d’emploi au niveau de l’agence d’emploi locale et dénoncent le manque de transparence.
Le 14 mars 2013, le CNDDC organise une grande manifestation « milloniya » à Ouargla. Elle rassemble entre 5 000 et 10 000 manifestants. Entre autres pour répondre aux déclarations insultantes du premier ministre Abdelmalek Sellal qui avait traité les jeunes chômeurs du sud de « chirdhima » et de groupuscule terroriste.
Le 26 mars 2013, 18 membres du comité sont arrêtés à Ghardaia et poursuivis en justice, 10 sont acquittés et 8 poursuivis pour infractions relatives à l'incitation à un rassemblement illégal. Le 24 mai 2013, à Laghouat, dix membres du comité sont arrêtés à la suite d'un sit-in, puis relâchés.
Le 22 janvier 2015, Mohamed Rag, membre du comité a été arrêté à Laghouat. Le 28 janvier 2015, 8 activistes du comité sont arrêtés à Laghouat à la suite d'un rassemblement de solidarité pour Mohamed Rag; Khencha Belkacem, Brahimi Belelmi, Mazouzi Benallal, Azzouzi Boubakeur, Korini Belkacem, Bekouider Faouzi, Bensarkha Tahar et Djaballah Abdelkader. Ils sont condamnés à 1 an de prison avec 6 mois de sursis et une amende de 5.000 Da pour « attroupement » et  « pressions visant à influencer les décisions des magistrats». Mohamed Rag est condamné à 18 mois de prison ferme, accusé de violence contre la force publique,. Mohamed Rag affirme avoir été battu par les gardiens de prison ainsi que ses 7 codétenus, et que leur demande de traitement médical a été refusée.
Le 7 mars 2016, la cour de Tamanrasset a condamné Abdelali Ghellam et 7 autres personnes, à un an de prison et 50.000 Da d'amende pour attroupement non autorisé et interruption du trafic routier.

## Membres
Parmi les membres en 2016 sont Aïbek Ag Salhi Abdelmalek, Tahar Belabes, Abdelkader Kherba, Rachid Aouine, Nawfel Chekaoui, Dalila Touat, Samir Larabi, Riadh Lamri, Abderaouf Madani, Tarek El Naoui, Mohamed Rag, Abdelali Ghellam et Khencha Belkacem (un islamiste selon l'International Crisis Group).
Houari Djelouli est condamné à un an de prison avec sursis en avril 2014 par la cour d'appel de Ouargla et 50.000 Da d'amende pour avoir distribué des tracts appelant à un sit-in pacifique pour le droit au travail.
Fin janvier 2019, Hadj Ghermoul, membre du CNDDC, et Rezouane Kada sont parmi les premiers à dénoncer le cinquième mandat d'Abdelaziz Bouteflika lorsqu'ils brandissant en lieu public une pancarte « Non à un cinquième mandat » et l'image de l'événement circule sur Facebook. Ghermoul est emprisonné pendant six mois, devenant prisonnier d'opinion pour le Hirak. Il est fort soutenu par le CNDDC. Son portrait est brandi pendant les marches du vendredi du Hirak,. Il est à nouveau condamné, à 18 mois de prison ferme, le 25 décembre 2019.

## Voir également
- Manifestations de 2011-2014 en Algérie